# Carmen Hornillos
María del Carmen Hornillos Baudo (Torrelavega, Cantabria, 16 de junio de 1962 - ibidem, 4 de julio de 2014), conocida como Carmen Hornillos, fue una periodista española conocida por su trabajo como presentadora y colaboradora de televisión en programas de sociedad.

## Trayectoria
Carmen Hornillos comenzó su carrera en Diario 16, donde fue redactora de cultura y deportes. Posteriormente, trabajó en los semanarios de información general Tribuna de actualidad e Interviú. Sin embargo, su andadura profesional ha estado más ligada al periodismo rosa y las crónicas de sociedad. Debutó en televisión en Antena 3 en el programa Todo va bien presentado por Pepe Navarro y siguió ejerciendo de colaboradora y tertuliana en otros espacios como Quédate conmigo o Día a día (ambos de Telecinco), así como en radio en el programa Protagonistas de Luis del Olmo durante su etapa en Onda Cero. 
Su trabajo más conocido fue en el late night Crónicas Marcianas, donde fue tertuliana habitual de corazón y diversos programas de telerrealidad de la cadena desde el año 2000 hasta el final del programa en 2005.
Entre 2004 y 2008 presentó en la televisión local madrileña Canal 7 Corazón del Milenio, un programa informativo creado por Carlos Ferrando sobre el mundo rosa. Este programa, a pesar de ser de ámbito local, se hizo bastante conocido gracias a los vídeos que del mismo se emitían en el espacio Sé lo que hicisteis... donde se comentaba en tono humorístico las meteduras de pata de la presentadora.
Desde 2010 colaboraba en el programa de Telecinco ¡Qué tiempo tan feliz!. En 2013 ejerció de colaboradora en Sálvame.
Falleció en su localidad natal el 4 de julio de 2014 debido a un cáncer.